# Justin Wellington
Justin Wellington (Lae, 11 gennaio 1978) è un cantante papuano, il primo papuano a piazzare un'entrata nella Billboard Global 200 redatta dall'omonima rivista statunitense, grazie al singolo Iko Iko (My Bestie), inciso in collaborazione con il gruppo salomonese Small Jam.

## Biografia
Nato a Lae, ha debuttato nel 2005 con l'album Much Love, che lo ha imposto fin da subito nel panorama nazionale come esponente di spicco della musica reggae locale. Negli anni a venire ha aumentato ulteriormente la sua popolarità grazie a brani come I Wanna Give You Some Lovin, Elusive Love, Better Off e One Night With You, divenuti dei successi in madrepatria. La sua svolta internazionale è poi incominciata nel 2017, quando ha registrato una cover di Iko Iko delle Dixie Cups in collaborazione con il gruppo salomonese Small Jam; il brano è stato pubblicato sulle piattaforme di ascolto il 3 giugno 2019 sotto il nome di Iko Iko (My Bestie), ma è divenuta una sleeper hit soltanto due anni dopo, quando ha ricevuto popolarità sulla piattaforma TikTok e ha raggiunto le top ten di vari mercati europei. Il successo del singolo è stato tale da spingerlo a debuttare alla 157ª posizione della Billboard Global 200 grazie a 9,8 milioni di stream e 6 000 copie digitali, facendo di Wellington il primo artista papuano nella storia a posizionarsi all'interno della graduatoria.

## Discografia

### Album in studio
- 2005 – Much Love
- 2007 – JW
- 2011 – Reign of Morobe

### Singoli
- 2011 – Island Sound (feat. K & Nela Music e D-Witty)
- 2012 – Christmas Is Finally Here (feat. Lea Love)
- 2013 – Need You (feat. Pou Jackson)
- 2015 – Long Way Back (to Your Heart) (feat. Jokema)
- 2018 – My Girl (feat. Leebonz e K-Dawg)
- 2019 – Iko Iko (My Bestie) (feat. Small Jam)
- 2020 – Sweet Mama (con Papa Cidy)
- 2020 – She Don't Know (feat. Dezine)
- 2020 – Show Me How
- 2021 – Island Moon (feat. Jahboy)
- 2023 – Replay
- 2023 – Bum bum (con Karl Wine e Fito Blanko)

## Riconoscimenti
- NRJ Music Awards
  - 2021 – Candidatura alla Rivelazione internazionale dell'anno[7]